# هوریا هولوبی
هوریا هولوبی (انگلیسی: Horia Hulubei؛ ۱۵ نوامبر ۱۸۹۶ – ۲۲ نوامبر ۱۹۷۲) یک دانشمند در زمینه فیزیک هسته‌ای اهل رومانی بود. وی به دلیل مطالعات و توسعه در زمینه طیف‌بینی پرتو ایکس شناخته شده است.